# Xcanil
Xcanil (Xganil en k'iche') est une divinité quiché de la fertilité dans la mythologie maya.
Avec Xcacau et Xtoh, elle préside à l'approvisionnement en nourriture et à l'abondance. Le Popol Vuh dit : « Xtoh, Xcanil, Xcacau, vous qui préparez le maïs avec la cendre (Xtoh, Xganil, Xcacou, yx pu tziya) ».
L'archéologue Brasseur de Bourbourg estime que Xcanil serait spécifiquement la déesse du maïs.
La formation exogéologique de Vénus Xcanil Corona tire son nom de Xcanil.